# هواپیماهای تجاری بوئینگ
هواپیماهای تجاری بوئینگ (به انگلیسی: Boeing Commercial Airplanes) شرکت صنایع هوافضایی آمریکایی است، که به‌عنوان زیرمجموعه‌ای از شرکت بوئینگ، وظیفه طراحی، توسعهٔ فناوری، تولید و فروش هواپیماهای تجاری، ارائه خدمات مهندسی، تعمیرات و نگهداری، همچنین آموزش مشتریان این شرکت را برعهده دارد.
شرکت هواپیماهای تجاری بوئینگ در سال ۱۹۱۶ توسط ویلیام بوئینگ تأسیس شد. دفتر مرکزی این شرکت در شهر رنتون در نزدیکی شهر سیاتل واقع در ایالت واشینگتن قرار دارد. از مدل‌های تولیدشده توسط این شرکت می‌توان به: بوئینگ ۷۳۷، بوئینگ ۷۴۷، بوئینگ ۷۶۷، بوئینگ ۷۷۷ و بوئینگ ۷۸۷ اشاره کرد. از سال ۱۹۹۷ که شرکت بوئینگ اقدام به خریداری شرکت مک‌دانل داگلاس نمود، مدیریت شرکت هواپیماسازی داگلاس نیز به شرکت هواپیماهای تجاری بوئینگ سپرده شد.